# 北海道道984号温根別ビバカルウシ線
北海道道984号温根別ビバカルウシ線（ほっかいどうどう984ごう おんねべつビバカルウシせん）は、北海道士別市と上川郡剣淵町を結ぶ一般道道（北海道道）である。

## 概要
この路線の中間部は未改良の未舗装区間であり、通行には注意を要する。

### 路線データ
- 起点：北海道士別市温根別町（北海道道251号雨竜旭川線交点）
- 終点：北海道上川郡剣淵町東町（国道40号・北海道道205号上士別ビバカルウシ線交点）
- 総延長：14.993 km
- 実延長：13.821 km
- 重用延長：1.172 km
- 未舗装延長：3.811 km

### 道路管理者
- 上川総合振興局 旭川建設管理部 事業課

## 歴史
- 1980年（昭和55年）3月31日 - 路線認定[1]。

## 路線状況

### 重複区間
- 北海道道293号温根別剣淵停車場線（剣淵町西町）

### 道路施設

#### 主な橋梁
- 南12線橋（63 m、犬牛別川、士別市温根別町）
- 剣淵橋（158 m、剣淵川、剣淵町元町 - 剣淵町東町）

#### アンダーパス
- 剣淵地下道（JR宗谷本線アンダーパス、剣淵町仲町 - 剣淵町元町、1976年6月着工、1979年11月9日開通[2]）

#### 常設型ゲート
- 温根別南12線ゲート（士別市温根別南12線）
- 剣淵原野ゲート（剣淵町西岡町2408-9）

## 地理

### 通過する自治体
- 上川総合振興局
  - 士別市
  - 上川郡剣淵町

### 交差する道路
士別市
- 北海道道251号雨竜旭川線 - 温根別町（起点）

剣淵町
- 北海道道293号温根別剣淵停車場線 - 西町
- 北海道道205号上士別ビバカルウシ線 - 東町（終点）
- 国道40号 - 東町（終点）

### 主な峠
- 摺鉢峠

### 沿線にある施設など
剣淵町
- 剣淵町立剣淵中学校
- 剣淵町立剣淵小学校
- 剣淵町絵本の館